# Município de Monroe (condado de Preble, Ohio)
O município de Monroe (em inglês: Monroe Township) é um município localizado no condado de Preble no estado estadounidense de Ohio. No ano de 2010 tinha uma população de 2.258 habitantes e uma densidade populacional de 24,81 pessoas por km².

## Geografia
O município de Monroe encontra-se localizado nas coordenadas 39° 52′ 25″ N, 84° 38′ 33″ O. Segundo o Departamento do Censo dos Estados Unidos, o município tem uma superfície total de 91.01 km², da qual 90,96 km² correspondem a terra firme e (0,06 %) 0,05 km² é água.

## Demografia
Segundo o censo de 2010, tinha 2.258 habitantes residindo no município de Monroe. A densidade populacional era de 24,81 hab./km². Dos 2.258 habitantes, o município de Monroe estava composto pelo 97,61 % brancos, o 0,44 % eram afroamericanos, o 0,22 % eram amerindios, o 0,13 % eram asiáticos, o 0,4 % eram de outras raças e o 1,2 % eram de uma mistura de raças. Do total da população o 0,49 % eram hispanos ou latinos de qualquer raça.